# Mudéjarská architektura v Aragonii
Mudéjarská architektura v Aragónu je název památky světového dědictví ve Španělsku. Na seznam světového dědictví byly v roce 1986 původně zaneseny čtyři kostely, a to pod názvem Mudéjarská architektura Teruelu. V 90. letech 20. století však město Zaragoza upozornilo na fakt, že významné památky mudéjarské architektury se nachází i jinde. Proto byly v roce 2001 pod stejné evidenční číslo (tj. 378) přiřazeno ještě dalších šest památek. Při této příležitosti bylo změněno i pojmenování památek na jejich současný název.
Mudéjarská architektura vznikla spojením křesťanské evropské architektury s prvky islámského stavitelství a umění.

## Přehled chráněných objektů
Následující tabulka zahrnuje 10 objektů zapsaných na seznam světového dědictví. V Aragonii ovšem existuje celá řada dalších staveb v mudéjarském stylu, které v tabulce uvedeny nejsou.
| kód     | budova                        | město                | rok zápisu | lokalizace                      |
| ------- | ----------------------------- | -------------------- | ---------- | ------------------------------- |
| 378-001 | katedrála Panny Marie         | Teruel               | 1986       | 40°20′38″ s. š., 1°6′26″ z. d.  |
| 378-002 | kostel svatého Petra          | Teruel               | 1986       | 40°20′33″ s. š., 1°6′23″ z. d.  |
| 378-003 | kostel svatého Martina        | Teruel               | 1986       | 40°20′39″ s. š., 1°6′34″ z. d.  |
| 378-004 | kostel Krista Spasitele       | Teruel               | 1986       | 40°20′31″ s. š., 1°6′29″ z. d.  |
| 378-005 | kolegiátní kostel Panny Marie | Calatayud            | 2001       | 41°21′15″ s. š., 1°38′42″ z. d. |
| 378-006 | kostel svaté Tekly            | Cervera de la Cañada | 2001       | 41°25′59″ s. š., 1°44′9″ z. d.  |
| 378-007 | kostel Panny Marie            | Tobed                | 2001       | 41°20′19″ s. š., 1°24′2″ z. d.  |
| 378-008 | palác Aljafería               | Zaragoza             | 2001       | 41°39′23″ s. š., 0°53′48″ z. d. |
| 378-009 | kostel svatého Pavla          | Zaragoza             | 2001       | 41°39′22″ s. š., 0°53′10″ z. d. |
| 378-010 | katedrála Krista Spasitele    | Zaragoza             | 2001       | 41°39′16″ s. š., 0°52′33″ z. d. |